# Roze belasting

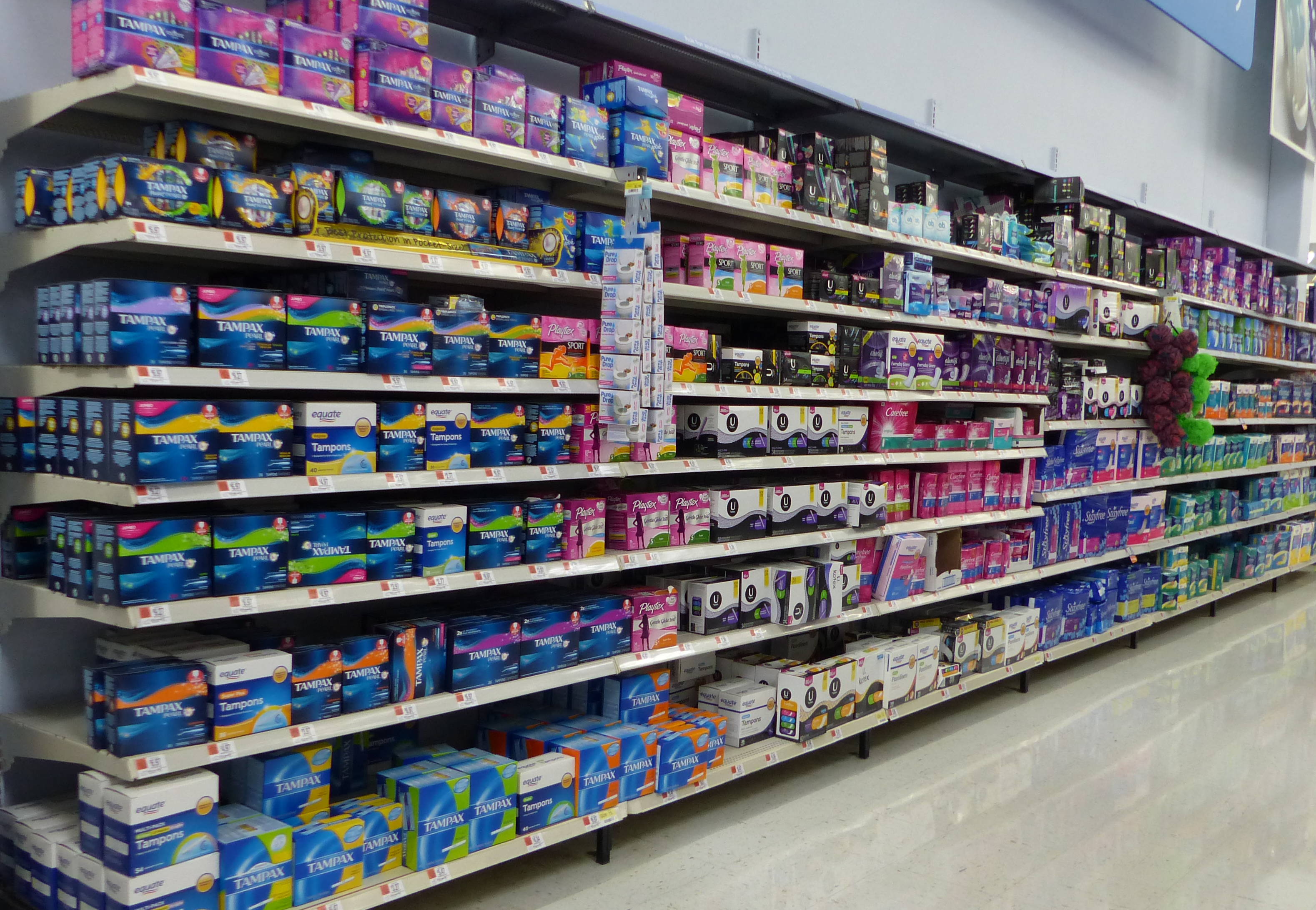
Vrouwelijke hygiëneproducten in een winkel

De roze belasting verwijst naar de tendens dat producten, die speciaal voor vrouwen op de markt worden gebracht, duurder zijn dan producten die voor mannen op de markt worden gebracht. Dit fenomeen wordt vaak toegeschreven aan prijsdiscriminatie op basis van geslacht, waarvan de naam voortkomt uit de observatie dat veel van de betrokken producten roze zijn. Dit Wikipedia-artikel vertrekt van een Amerikaanse studie. Maar ook in Europa leeft de discussie rond gendergelijkheid in het belastingsbeleid. Zo nam het Europees Parlement hierrond in 2019 een resolutie aan en in verschillende landen van de Europese Unie, waaronder België, leidde dit tot de verlaging van de tampontaks.

## Context
Een studie uit 2015 door het New York City Department of Consumer Affairs over de kosten voor vrouwelijke consumenten concludeerde dat producten voor vrouwen doorgaans duurder zijn dan producten voor mannen en dit zonder aanduidbare reden. De studie concludeerde dat producten die speciaal voor vrouwen op de markt worden gebracht gemiddeld 7% meer kosten dan producten die voor mannen op de markt worden gebracht. Deze discrepantie geldt onder meer voor kleding, speelgoed en gezondheidsproducten. In de speelgoedsector kost meisjesspeelgoed gemiddeld 7% meer dan jongensspeelgoed. De studie toonde een gedetailleerde vergelijking van een Radio Flyer- scooter (driewieler) waarbij de rode scooter in Amerika $ 24,99 kost en een roze scooter, in alle opzichten identiek behalve de kleur, $ 49. Bij kinderkleding was meisjeskleding 4% duurder dan jongenskleding. Dameskleding was 8% duurder dan herenkleding. De grootste discrepantie deed zich voor bij producten voor persoonlijke verzorging/hygiëne, waar producten voor vrouwen 13% duurder waren dan producten voor mannen.

## Internationale prevalentie
Andere landen waar de roze belasting is onderzocht, zijn onder meer Argentinië,  Frankrijk, Duitsland, het Verenigd Koninkrijk (VK), Australië en Italië. In het VK moesten vrouwen en meisjes gemiddeld 37 procent meer betalen voor speelgoed, cosmetica en kleding dan hun mannelijke tegenhangers. Het VK wordt ook geconfronteerd met de roze belasting op schooluniformen, die 12 procent duurder zijn voor meisjes dan voor jongens. Dit geldt zowel voor kinderen in de basisschool als in de middelbare school. In Singapore bleek uit een controle van The Sunday Times bij tien bedrijven dat vrouwen meer betalen voor bepaalde producten en diensten, zoals stomerij en scheerapparaten, aangeboden door ongeveer de helft van de onderzochte bedrijven.  Bovendien moeten vrouwen in Singapore een hogere premie betalen voor de "Careshield Life", een nationale lange termijnzorgverzekering die door de overheid werd ingevoerd. Op dit moment betalen Argentijnse vrouwen 12 procent meer dan mannen voor dezelfde producten. In 2021 bedroeg het verschil 11 procent, een verschil dat in 2022 nog verder opliep.

## Oorzaken van de "roze belasting"
Er zijn meerdere redenen waarom de roze belasting bestaat, waaronder prijssetting, productdiscriminatie en productdifferentiatie. Er worden veel oorzaken voor de prijsverschillen gesuggereerd. Zo onder meer prijselasticiteit en de veronderstelling dat vrouwen vlugger bereid zijn om hogere prijzen te betalen voor hun aankopen dan mannen. Andere rapporten suggereren dat marketing vrouwen meer aanspreekt als ethische consumenten met hogere prijzen als gevolg. Bepaalde soorten kleding, schoeisel en handschoenen voor dames en heren worden op verschillende niveaus belast wanneer ze voor het eerst de Verenigde Staten binnenkomen. Terwijl sommige tarieven hoger zijn voor herenkleding, zijn andere hoger voor dameskleding.
Volgens een artikel in The Washington Post geven vrouwen meer geld uit aan het verbeteren van hun uiterlijk, omdat het niet doen ervan een risico op inkomstenderving zou meebrengen. Sommige onderzoeken toonden immers aan dat aantrekkelijke personen doorgaans hogere salarissen verdienen, hogere cijfers halen op school, kortere gevangenisstraffen krijgen, en meer kans hebben om aangenomen en gepromoveerd te worden op de werkplek. Deze factor is niet relevant voor mannen. 
Sommige mensen beweren dat productdifferentiatie een deel van het verschil tussen de prijzen van heren- en damesartikelen kan verklaren. Producten zoals de Radio Flyer-scooter kunnen duurder zijn als gevolg van de kosten die moeten gemaakt worden omwille van een kleine wijziging aan het product. Een roze scooter kan bijvoorbeeld meer kosten dan een rode scooter omdat het duurder is om een scooter roze te schilderen dan rood. Of men gaat er dan van uit dat een prijsverschil te rechtvaardigen is omdat er meer rode dan roze scooters geproduceerd worden. Er is echter nooit enig bewijs geleverd, bijvoorbeeld dat roze verf meer kost dan rode of blauwe verf, waardoor er kostenverschillen ontstaan in kleurgecodeerde items gericht op verschillende geslachten. De Pink Tax komt ook voor bij diensten als het knippen of stomen. Evenzo beweren sommige mensen bij de stomerij dat herenkleding de neiging heeft uniformer te zijn, terwijl dameskleding vaak veel variaties heeft waardoor het schoonmaken ervan moeilijker wordt. Ze beweren ook dat persmachines, normaal gemaakt voor herenkleding, moeilijker te gebruiken zijn voor dameskleding, wat ertoe leidt dat stomerijen hun toevlucht nemen tot het met de hand persen van de kleding.
Diegenen die campagne voeren tegen de roze belasting zijn ervan overtuigd dat het prijsverschil onrechtmatig is, omdat hogere prijzen voor goederen en diensten alleen het gevolg zijn van het gender, zonder onderliggende economische rechtvaardiging zoals hogere productiekosten van goederen. Scheermesjes voor dames en heren zijn in wezen hetzelfde, en er een onderscheid tussen maken is gewoon een marketingstrategie. Mensen die een grotere behoefte hebben om een product te kopen, zijn vaak bereid meer te betalen, wat leidt tot prijsdiscriminatie. Vrouwen worden hier vaak mee geconfronteerd op de tampon- en maandverbandmarkt. Hierdoor ontstaat zelfs een gemarginaliseerde groep vrouwen die kan aangeduid worden met de term "menstruatiearm".

## Kritiek
Kritiek op de roze belasting omvat de idee dat de handelings- en keuzevrijheid van vrouwen wordt ingeperkt. Vrouwen zouden  gemakkelijk gehersenspoeld worden door marketing waardoor zij niet kunnen kiezen voor het goedkopere maar verder "identieke" voor mannen op de markt gebrachte alternatief. 
Andere critici schreven de prijsverschillen toe aan de marktwerking, en verklaarden dat als vrouwen een duurder roze scheermes blijven kopen, dit komt omdat vrouwen er een zeker nut of een extra esthetisch voordeel van zien waarvoor ze bereid zijn te betalen.
Aanzienlijke prijsverschillen kunnen wijzen op verschillen in de verhandelbaarheid van verschillende producten. Critici beweren dat hoewel ogenschijnlijk identieke producten en diensten verschillend geprijsd kunnen zijn, de emotionele ervaringen en waargenomen waarde verschillend zijn. 
Een recentere studie wees op methodologische tekortkomingen in de invloedrijke studie uit 2015 van het New York City Department of Consumer Affairs: "Ten eerste vertegenwoordigen de producten die in het rapport worden overwogen minder dan 6% van de normale verkoop en zijn ze niet willekeurig geselecteerd. Ten tweede verschillen de  ingrediënten van de meeste vergeleken paren omdat de voor de  steekproef weerhouden producten voor mannen en vrouwen subjectief gecombineerd werden." Ze beweren dat een systematische analyse van het bewijsmateriaal aantoont dat bij het vergelijken van producten van hetzelfde bedrijf met dezelfde belangrijkste ingrediënten mannenproducten duurder waren in 3 van de 5 categorieën. "Deze bevindingen ondersteunen het bestaan van een systematische prijsverhoging voor damesproducten niet."

## Economische impact
Activisten en politici beweren dat de economische impact van de roze belasting is dat vrouwen minder koopkracht hebben, vooral in combinatie met de loonkloof op basis van geslacht. Door loonverschillen en de mede daaruit resulterende  pensioenverschillen zijn vrouwen nu al in het nadeel als het gaat om koopkracht. Vrouwen verdienen in de Verenigde Staten momenteel een statistisch gemiddelde van 89 cent voor elke $ 1 die een man verdient, wat betekent dat vrouwen statistisch gezien gemiddeld minder inkomen hebben om aan goederen en diensten te besteden. Dit alleen al geeft mannen meer geld en uiteindelijk meer koopkracht. In België bedroeg de loonkloof in 2021, aldus het Instituut voor de Gelijkheid van Vrouwen en Mannen, 9,2 percent. De roze belasting verhoogt de economische ongelijkheid tussen mannen en vrouwen. Er wordt ook beweerd dat meer betalen voor goederen en diensten die aan vrouwen worden verkocht, terwijl vrouwen minder verdienen dan mannen, betekent dat mannen de meerderheid van de koopkracht in de economie in handen hebben. Belastingen op producten voor vrouwelijke hygiëne die mannen niet nodig hebben, dragen verder bij aan deze discrepantie.

## Amerikaanse wetgeving

### Congreslid Jackie Speier
Vertegenwoordiger Jackie Speier was van 1998-2006 lid van de Senaat van Californië. In 2008 werd ze gekozen in het Amerikaanse Huis van Afgevaardigden, waar ze het 14e kiesdistrict van Californië vertegenwoordigde en ze is nog steeds de zittende partij. Speier, een democraat, is lid van de House Committee on Energy and Commerce. Ze spreekt zich ook uit voor gelijke rechten en LGBTQ-rechten en is actief in verschillende middenveldorganisaties die rond dit thema werken.

#### De "Pink Tax Repeal Act" (De Roze belastingintrekkingswet)
Op 8 juli 2016 introduceerde Speier de HR 5686, Pink Tax Repeal Act, op het niveau van de Senaat. De algemene bedoeling van de Pink Tax Repeal Act is om een einde te maken aan prijsdiscriminatie op grond van geslacht. Zij was de hoofdindiener van dit voorstel, dat de grondslag vormde voor latere versies.
Op 10 april 2018 introduceerde Speier een herziene versie van de Pink Tax Repeal Act, HR5464, in afwachting van een herziening ervan door het 115e congres (2017-2019). Skopos Labs, een technologiebedrijf dat risico's en kansen voorspelt, gaf het wetsvoorstel een kans van 1% om aangenomen te worden. De Pink Tax Repeal Act zou verplichten dat alle vergelijkbare producten die op de markt worden gebracht voor mannen en vrouwen, gelijk geprijsd zijn. Dit wetsvoorstel viseerde zowel overheids- als marketinginitiatieven. Uit een onderzoek uit 2015 naar Amerikaanse tarieven bleek immers dat de importtaksen die voor vrouwengoederen worden betaald gemiddeld hoger zijn dan die voor mannen. De gemiddelde belasting van geïmporteerde kleding voor mannen was 11,9% vergeleken met 15,1% voor vrouwen. Deze verschillen werden ook uitdrukkelijk aangepakt in het wetsvoorstel. Speier zei dat ze niet verwachtte dat het wetsvoorstel zou worden aangenomen maar dat het voorstel bedoeld was om de discussie over prijsdiscriminatie op grond van geslacht aan te wakkeren.
De effecten van een toenemende vertegenwoordiging van vrouwen zijn aanzienlijk. Een winst van 10% in de verkozenen verlaagt de roze belasting met ongeveer 0,44%.
In juni 2021 voerde Speier de Pink Tax Repeal Act opnieuw in, een tweeledig wetsvoorstel dat een einde moest maken aan genderdiscriminatie bij de prijssetting van goederen en diensten.

#### "Gender Tax Repeal Act" (Wet op de intrekking van de belasting op basis van geslacht)
Zetelend in de California State Assembly, introduceerde Speier in 1995 de Assembly Bill No. 1088, ook wel bekend als de Gender Tax Repeal Act. Deze was vergelijkbaar met de Pink Tax Repeal Act, behalve dat het wetsvoorstel enkel gericht was op prijsdiscriminatie op basis van geslacht in diensten. Het stelde dat bedrijven zoals kleermakers, kappers, haarstylisten, stomerijen en wasserijen niet mogen discrimineren voor "standaarddiensten" op basis van het geslacht van een persoon of op basis van het geslacht waarvoor de kleding bedoeld is, zonder een geldige en schriftelijke rechtvaardiging. Het wetsvoorstel werd in 2001 aangenomen en blijft van kracht. Het wetsvoorstel Equal Gender Pricing Bill werd in 2016 ingediend en was gericht op consumptiegoederen, waarbij het bedrijven specifiek verbiedt om op gender gebaseerde prijzen te hanteren. Het belangrijkste tegenargument van de oppositie was dat een wetsvoorstel voor goederen tot rechtszaken zou leiden, voornamelijk omdat het proces van het identificeren van gendergerelateerde prijzen dubbelzinnig en subjectief blijft.

### Senator Ben Hueso (D-San Diego)
De democratische senator van de staat Californië, Ben Hueso uit San Diego, stelde in 2016 een nieuwe versie van de Gender Tax Repeal Act, SB-899 voor, maar trok het wetsvoorstel in na verzet van de California Retailers Association. Het zou bedrijven in Californië hebben verboden klanten verschillende prijzen aan te rekenen voor vergelijkbare goederen op basis van geslacht.

### Afgevaardigde Jennifer Boysko, (D-Fairfax)
Jennifer Boysko, een democraat van het Virginia House of Delegates, diende in 2018 HB 24 in, die menstruatieverzorgingsproducten moest vrijstellen van verkoop- en gebruiksbelastingen,  in reactie op de Tampon-belasting in Virginia.

## Britse wetgeving

### Menstruatieverzorgingsproducten (gratis terbeschikkingstelling) (Schotland) Wet
In Schotland voerde Labour-lid van het Schotse Parlement Monica Lennon sinds 2016 campagne om een einde te maken aan menstruatiearmoede. Ze diende een wetsvoorstel in bij het Schotse parlement, de wet op menstruatieverzorgingsproducten (gratis terbeschikkingstelling) (Schotland) om te voorzien in gratis menstruatieverzorgingsproducten voor iedereen die ze nodig heeft in 2019.

### Wet op (het verbod op) op geslacht gebaseerde prijsstelling
Een vroegtijdige motie waarin uitdrukkelijk naar de Pink-belasting werd verwezen, werd in 2020 in het Britse parlement ingediend door de Schotse liberaal-democraat Christine Jardine. Zij onderstreepte de bezorgdheid van parlementsleden over het feit dat vrouwen en meisjes meer betalen voor basisproducten (inclusief toiletartikelen, kleding en kapper) dan mannen. Jardine stelde de wet (op het verbod op) op geslacht gebaseerde prijzen voor. Jardine benadrukt dat in het Verenigd Koninkrijk "vrouwen jaarlijks gemiddeld 200 pond meer betalen dan mannen voor dezelfde dagelijkse consumptiegoederen en diensten" en dat in sommige gevallen het enige verschil de kleur van het artikel is.

## Tampontaks
In de Verenigde Staten is er geen speciale belasting op tampons of soortgelijke menstruatieverzorgingsproducten. In staten waar omzetbelasting wordt geheven, worden tampons en andere menstruatieverzorgingsproducten op vrijwel dezelfde manier belast als de meeste andere niet-vrijgestelde artikelen (zoals toiletpapier en tandpasta). Er is recent een poging ondernomen om een speciale belastingvrije status in te voeren voor tampons en andere menstruatieverzorgingsproducten, en de belasting op dergelijke artikelen kan een soort roze belasting worden genoemd, een "tampontaks". Vanaf 2020 innen 30 staten omzetbelasting op tampons. Vrouwen die de beweging tegen de tampontaks leiden, noemen de belasting een vorm van "geregulariseerde discriminatie", zeggende dat ze menstruatie iets is wat je onvrijwillig overkomt en dat de overheid geen belasting moet heffen op iets dat ongeveer de helft van de bevolking treft. Evenzo legt dit een nog grotere druk op door armoede geteisterde huishoudens en heeft het tot gevolg dat een groot percentage vrouwen en jonge meisjes deze niet kunnen betalen. In een Schotland-onderzoek uit 2015 werd bijvoorbeeld ontdekt dat "45% van de meisjes" "wc-papier, sokken en krantenpapier had gebruikt ter vervanging van menstruatieverzorgingsproducten" omdat ze die niet konden betalen.
Australië, Canada en het Verenigd Koninkrijk dienden wetsvoorstellen in om tampons vrij te stellen van belasting. Het duurde echter tot januari 2019 vooraleer het voorstel effectief wet werd en Australië besloot om de belasting op vrouwelijke menstruatieverzorgings-producten af te schaffen.
In 2020 maakte Schotland menstruatieverzorgingsproducten gratis voor alle vrouwen en de overheid legde de lokale autoriteiten de wettelijke verplichting op om ervoor te zorgen dat gratis artikelen zoals tampons en maandverband beschikbaar zijn voor "iedereen die ze nodig heeft". De rest van het VK volgde in 2021.
India heeft onlangs de tampontaks afgeschaft. Kenia heeft de tamponbelasting afgeschaft en verstrekt nu menstruatieverzorgingsproducten aan schoolgaande meisjes. Colombia heeft in november 2018 ook de belasting op producten voor vrouwelijke hygiëne afgeschaft om gendergelijkheid verder te stimuleren. Vrouwelijke hygiëneproducten in Duitsland hadden voorheen een luxebelasting, maar begin 2020 verlaagden ze de belasting van 19% naar de normale 7%.
In november 2019 vond het grootste protest tegen de omzetbelasting plaats tegen de 33 Amerikaanse staten die nog steeds tamponbelasting heffen.
In 2022 liet CVS zijn belastingen op hygiëneproducten voor vrouwen, zoals tampons, vallen en kondigde aan dat ze de omzetbelasting op deze producten zullen dekken in de Amerikaanse staten die dit toestaan.
In België besliste de regering Michel in 2017, op aangeven van financiënminister Johan Van Overtveldt (N-VA), om de tampontaks  (btw op tampons, maandverband, inlegkruisjes en menstruatiecups) te verlagen van 21 naar 6 procent. Een maatregel die effectief van start ging in 2018. Reeds in 2005 werd er hierrond campagne gevoerd op aansporen van Sp.a-kamerlid Maya Detiège. En het topic werd aan de kaak gesteld in de pers en door de vrouwenbeweging.

## Recente ontwikkelingen
Recente ontwikkelingen op het gebied van technologie, big data en onderzoek naar online consumentisme hebben potentiële gendervooringenomen IT-algoritmen gevonden. Een in 2020 gepubliceerd onderzoek aan de Universiteit van Bamberg, Duitsland, onderzocht seksespecifieke verschillen in aanbevelingssystemen in de mode. Deze studie concludeerde dat er aanzienlijke verschillen waren in prijsaanbevelingen, afhankelijk van het geslacht waarop werd getarget, een online weerspiegeling van prijsdiscriminatie op basis van geslacht. Kortom, productaanbevelingen voor vrouwen laten over het algemeen een 5% hogere prijs zien in vergelijking met mannelijke tegenhangers. Er verder onderzoek gedaan naar digitale prijsdiscriminatie op basis van geslacht loopt.
Recent zette in de Verenigde Staten de staat New York het eerste verbod op de roze belasting in wet om en deze werd van kracht in september 2020. Later volgde Californië, dat soortgelijke wetgeving invoerde.
Het verzet tegen de Pink Tax Repeal Act kwam van detailhandelaren en fabrikanten van damesproducten en -kleding. Het belangrijkste argument is dat de Pink Tax Repeal Act moeilijk te handhaven zou zijn en dat er rechtszaken zouden volgen. Het verschil tussen heren- en damesproducten is niet altijd gemakkelijk te zien, stellen ze, dus het afschaffen van de roze belasting zou subjectief zijn. Ze beweerden ook dat het wetsvoorstel een negatief effect zou hebben op de  binnenlandse tewerkstelling en dat het verlagen van de prijzen voor vrouwenproducten zou kunnen leiden tot ontslagen van werknemers.
Republikeinse oppositie voor een herziening van de tamponbelasting in Virginia voerde aan dat belastingdiscriminatie van producten voor vrouwen moest worden opgelost door de algemene belastingwetgeving te wijzigen. Ze voegden eraan toe dat ze de afschaffing van omzetbelasting in het algemeen steunden.
Als liefdadigheidscampagne voor de politieke organisatie EMILY's List (een politiek actiecomité dat de verkiezing ondersteunt van democratische vrouwen die voor abortusrechten zijn), parodieerde het satirische kaartspel Cards Against Humanity de roze belasting met een "For Her"-editie van de basisset, die een roze verpakking had en $ 5 duurder was.
De gigant van consumptiegoederen, Procter & Gamble, was van plan "Billie" over te nemen, een start-up  die scheermesjes voor vrouwen levert tegen een vergelijkbare prijs als voor mannen. De Federal Trade Commission diende echter een klacht in tegen de overname en beweerde dat het de concurrentie op de markt uitschakelt.

## Verder lezen
- Hatch, Miranda (15 October 2022). Is Trade Sexist? How "Pink" Tariff Policies' Harmful Effects Can Be Curtailed Through Litigation and Legislation. BYU Law Review 47 (2): 651–683.
- Crawford, Bridget J. (7 March 2022). Pink Tax and Other Tropes.  Yale Journal of Law & Feminism, Forthcoming.